# ウラジーミル・アドラツキー
ウラジーミル・ヴィクトロヴィチ・アドラツキー（ロシア語: Владимир Викторович Адоратский、英語: Vladimir Viktorovich Adoratsky、1878年8月19日 - 1945年6月5日）は、ソビエト連邦の哲学者。

## 経歴
ロシア帝国カザン生まれ。1903年カザン大学卒業。若くして革命運動に参加、1904年ボリシェヴィキの一員となった。1917年の十月革命後、党中央文書保管局に勤務。中央文書保管局次長、レーニン研究所幹部会員を経て、1931年マルクス・エンゲルス・レーニン研究所（のちのソビエト連邦共産党中央委員会付属マルクス・レーニン主義研究所）所長。1936年-1939年、ソ連科学アカデミー哲学研究所（ru:Институт философии РАН）所長。

## 研究内容・業績
カール・マルクスとフリードリヒ・エンゲルスの全集（Marx-Engels-Gesamtausgabe、いわゆる旧メガ)やウラジーミル・レーニンの全集の編集責任者を務めた。『国家論』『イデオロギー論』などの著作がある。